# Issogne

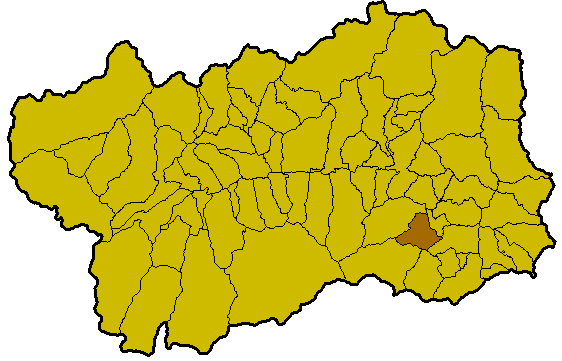
Lage von Issogne innerhalb der Region Aostatal

 Issogne  ist eine italienische Gemeinde in der autonomen Region Aostatal. Die Gemeinde zählt 1290 Einwohner (Stand 31. Dezember 2023), liegt auf einer mittleren Höhe von 387 m s.l.m. und verfügt über eine Größe von 24 km². Die Einwohner werden Issogneins (französisch) genannt. Issogne ist Mitglied der Unité des Communes valdôtaines Évançon. Ein Teil des Naturparks Mont Avic, der erste Naturpark dieser Art im Aostatal. Der Park wurde 1989 gegründet.
Issogne besteht aus den Ortsteilen (ital. Frazioni, frz. Hameaux) Pied-de-ville, La Colombière, La Place, Les Magaret, Les Perruchon, Follias, Les Genot, Les Migot, Les Garines, Fleuran, Clapéyas, Favaz, Mure, Sommet-de-ville, Barmet, Les Mariette, La Ronchaille Dessus und La Ronchaille Dessous. 
Die Nachbargemeinden sind Arnad, Champdepraz, Champorcher, Pontboset und Verrès.
Das Schloss wurde erstmals 1151 als Festung des Bistums Aosta erwähnt. Es steht auf den Grundmauern einer antiken römischen Villa. 1379 belehnte der Bischof den Yblet de Challant mit der Burg.

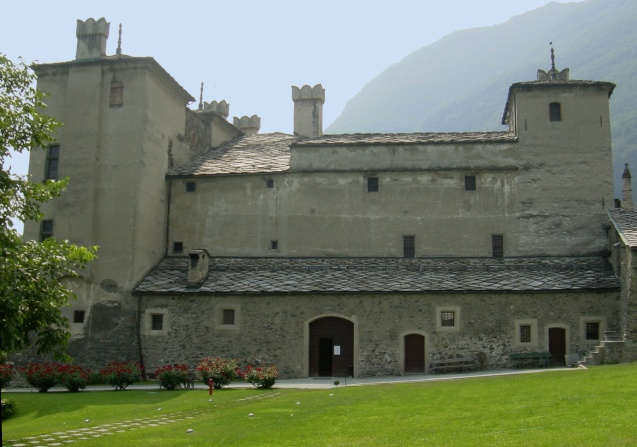
Schloss Issogne

## Sehenswürdigkeiten
- Schloss Issogne